# Дуброво (Дмитровский городской округ)
Дуброво — деревня в Дмитровском городком округе Московской области, в составе сельского поселения Синьковское. До 1954 года Дуброво входит в Карповский сельсовет. Далее до 2006 года входит в состав Синьковского сельского округа.

## Расположение
Деревня расположена в западной части района, примерно в 12 км к западу от Дмитрова, на суходоле, высота центра над уровнем моря 169 м. Ближайшие населённые пункты — примыкающее на западе Новосиньково, Лучинское на севере, Карпово, Дятлино на востоке и Юрьево на юге.

## История
Деревня Дуброво входила в вотчину Московского Богоявленского монастыря, центром которой было село Дятлино. В 1627 году значится пустошь Дуброво, входящая в Карповскую вотчину.
В 1647 году в трех селениях (Дятелино, Карпова, Дубровка) было 18 крестьянских, 7 бобыльских дворов и 4 деловых работных людей. 
В Карповский церковный приход в 1751 и 1766 годах входили деревни: Дятлино, село Карпово, деревня Карпово, Дубровки и Пулиха.
В 1764 году после секуляризации земель деревня переходит в Государственную коллегию экономии. В дальнейшем из государственных земель формируется Синьковская волость.
Численность населения в Дубровках составила в 1834 году человек: 52 мужского пола и 58 женского пола. В 1859 году в Б. Дубровках было 17 дворов и числилось населения: 50 м.п. и 77 ж.п..
После революции 1917 года и до 1954 года деревня входит в Карповский сельсовет.

## Население
| 2002 | 2006 | 2010 |
| ---- | ---- | ---- |
| 28   | →28  | ↘19  |